# Amt Ahna
Das Amt Ahna war ein vom 15. Jahrhundert bis 1821 bestehender Verwaltungs- und Gerichtsbezirk der Landgrafschaft Hessen, der Landgrafschaft Hessen-Kassel und des Kurfürstentums Hessen.

## Geschichte
Seit dem 13. Jahrhundert ist ein Gericht im Tal der Ahne (oder Ahna) urkundlich überliefert, bezeichnet als Gericht auf der Ahna oder Ahna-Gericht. Gerichtsort war zunächst Frommershausen, später wurde der Sitz nach Kassel verlegt. Das Gericht teilte sich in verschiedene Schöpfenstühle auf. Im 15. Jahrhundert wurde auch die Vogtei Hasungen (Kloster Hasungen in Burghasungen) dem Ahna-Gericht zugeordnet. 
Das Gericht umfasste damit folgende Orte: Frommershausen, Niedervellmar, Mönchehof, Wolfsanger, Sandershausen, Ihringshausen, Mühlhausen (Wüstung), Weimar, Rimouthusum (Wüstung), Ruchotsen (Wüstung), Druhtolveshusun (Wüstung), Sirgisen (Wüstung), Harleshausen, Heckershausen, Germarshusen (Wüstung), Obervellmar, Luiteuuardeshusun (Wüstung), Blumenstein (Wüstung), Dörnberg, Friedrichstein, Bolgersum (Wüstung), Simmershausen, Rothwesten, Knickhagen, Winterbüren, Altunfeld (Wüstung), Hof Eichenberg, Barghusen (Wüstung), Rudofishusen (Wüstung), Ruwenhoff (Wüstung), Teckirshuff (Wüstung). In anderen Quellen werden noch genannt: Kalenberg, Gut Kragenhof, Hohenkirchen, Großenhof, Deckershausen (Wüstung), Wehlheiden (zuletzt im Amt Bauna) und Fasanenhof. In der Neuzeit wurde es überwiegend als Amt Ahna bezeichnet.
Ab dem 16. Jahrhundert fand ein Zentralisierungsprozess der Ämter rund um die Hauptstadt Kassel statt. Die beiden Ämter links der Fulda (neben dem Amt Ahna das Amt Bauna) und das Amt Kassel-Neustadt rechts der Fulda wurden von Kassel aus in Personalunion durch den gleichen Amtmann bzw. Rentmeister verwaltet. Erst ab 1804 wurde diese Personalunion wieder aufgehoben. In Bezug auf die Rechtsprechung wurde 1814 mit der Bildung eines Stadtgerichtes (für die Stadt Kassel) und eines Landgerichtes Kassel (für die Landgemeinden aller drei Ämter) wieder eine amtsübergreifende Struktur geschaffen.
Nach dem Ende der Landgrafschaft Hessen-Kassel 1806 kam das Amtsgebiet zum Königreich Westphalen. Die Verwaltungsstruktur des Königreichs Westphalen nahm keine Rücksicht auf historisch gewachsene Strukturen und das Amtsgebiet wurde dem Departement der Fulda, Distrikt Kassel zugeordnet.
1813 wurde die Landgrafschaft Hessen-Kassel als Kurfürstentum Hessen neu gebildet. Die alte Verwaltungsstruktur wurde wiederhergestellt und das Amt Ahna entstand neu. Es bestand nun aus Frommershausen, Niedervellmar, Mönchehof, Wolfsanger, Sandershausen, Ihringshausen, Weimar, Harleshausen, Heckershausen, Obervellmar, Dörnberg, Friedrichstein, Simmershausen, Rothwesten, Knickhagen, Winterbüren, Barghusen (Wüstung), Kalenberg, Gut Kragenhof, Hohenkirchen, Großenhof und Fasanenhof.
1821 wurde dort die Trennung der Rechtsprechung von der Verwaltung eingeführt. Die Verwaltungsaufgaben übernahm der Landkreis Kassel, die Gerichtsaufgaben das Landgericht Kassel. Das Amt Ahna das bei der Auflösung 4448 Einwohner hatte, wurde aufgehoben.

## Beamte

### Amtmänner und Rentmeister der Kasseler Ämter
- Conradus Gotze (1467–1472)
- Johannes Reymboldt (1475)
- Hermann Furinsland (1403)
- Buch (1704, 1713)
- Joh. Heinrich Halberstadt (1764–1766)
- Friedrich August Wilhelm Faber (1767–1778)
- Amelung (1781–1787)
- Caspar Avenarius (1788–1796)
- Georg Wilhelm Hozzel (1798–1803)

### Amtmänner Amt Ahna
- Bernhard Hausmann (1804–1815)
- Jon Brethauer (1816–1817)
- Joh. Jac. Müller (1818–1820)

### Rentmeister Amt Ahna
- Bernhard Hausmann (1804–1806)
- L. Wegner (1814)
- J. Frommer (1815–1820)